# La Brigata Garibaldi
La Brigata Garibaldi è un brano composto a Castagneto di Ramiseto (Reggio Emilia) nella primavera del 1944, inno delle Brigate Garibaldi, formazioni partigiane collegate al Partito Comunista Italiano.

Il testo è stato composto da un gruppo di partigiani reggiani, con il contributo particolare di Mario Bisi e Rinaldo Pellicciara; la musica rimanda alle marce del XIX secolo.

Tra le varie versioni, l'interpretazione più famosa è quella di Giovanna Daffini accompagnata dal violino di Vittorio Carpi.